# Защита на свидетели
Защита на свидетели е защита или програма за защита на свидетел или свидетели, които съдействат, преди, по време или след процес, ако тези свидетели могат да бъдат са заплашвани, като те са защитавани обикновено от полицията. Докато свидетел може да изиска защита до приключването на процеса, някои свидетели са осигурявани с нова идентичност и могат да живеят до края на живота си под правителствена защита.
В някои случаи това може да са свидетели на произшествия, така че трябва да се има предвид, че не винаги това свидетели на престъпления, но на инциденти в медицината, и те се нуждаят не само от полицейска защита, но и от защитата на тези, които са около тях. Причината в медицината да има нужда от такива свидители на случилото се е, че при инциденти те трябва да са способни да разкажат на лекарите какво се е случило, за да могат да им съдествействат при оказването на лечение на пострадали пациенти. 

## САЩ
САЩ създават формална програма за защита на свидетели като част от Акта за контрол над организираната престъпност от 1970. Преди тази програма защитата над свидетели е също така учередена след Американската гражданска война, като част от Акта за Ку Клукс Клан от 1871, за да се защитат хора, свидетелстващи срещу членове на ККК.